# Fiona Gammond
Fiona Gammond (* 19. Oktober 1992 in Richmond) ist eine britische Ruderin, die 2016 Weltmeisterin war.

## Sportliche Karriere
Fiona Gammond gewann mit dem britischen Achter den Titel bei den Junioren-Weltmeisterschaften 2010 in Račice u Štětí. Georgia Howard-Merrill und Fiona Gammond traten zehn Tage nach den Junioren-Weltmeisterschaften bei den Olympischen Jugendspielen in Singapur an und gewannen dort den Titel im Zweier ohne Steuerfrau.
Von 2012 bis 2014 trat Fiona Gammond dreimal mit dem britischen Achter bei den U23-Weltmeisterschaften an, nach einem vierten Platz 2012 gewann sie 2013 und 2014 die Silbermedaille. 2016 trat sie in der Erwachsenenklasse an. Der britische Vierer ohne Steuerfrau mit Fiona Gammond, Donna Etiebet, Holly Nixon und Holly Norton siegte bei den Weltmeisterschaften in Rotterdam vor dem Vierer aus den Vereinigten Staaten.
2017 rückte Fiona Gammond in den britischen Achter. Nach einem vierten Platz bei den Europameisterschaften auf dem Ruderkanal Račice belegte der Achter bei den Weltmeisterschaften in Sarasota den fünften Platz mit fast drei Sekunden Rückstand auf Silber und Bronze. 2018 trat Fiona Gammond im Ruder-Weltcup sowohl im Vierer als auch im Achter an. Bei den Europameisterschaften in Glasgow gewann sie die Silbermedaille im Achter hinter den Rumäninnen. Bei den Weltmeisterschaften in Plowdiw belegte sie mit dem Achter den sechsten Platz. 2019 bei den Europameisterschaften in Luzern siegten wie im Vorjahr die Rumäninnen vor den Britinnen. Bei den Weltmeisterschaften in Linz/Ottensheim siegten die Boote aus Übersee. Hinter Neuseeland, Australien, USA und Kanada erreichten die Britinnen den fünften Platz vor den Rumäninnen. Mit dem fünften Platz verbunden war auch die direkte Qualifikation für die Olympischen Spiele. Bei den Olympischen Spielen in Tokio belegten die Britinnen den siebten Platz.
Die 1,82 m große Fiona Gammond gehört dem Leander Club an.